# Гарднер, Джордж
Джордж Га́рднер (англ. George Gardner; 1812? — 1849) — шотландский ботаник и исследователь.

## Биография
Джордж Гарднер родился в мае 1812 года (согласно некоторым источникам, в мае 1809 года или в 1810 году) в Глазго (или в деревне Ардентинни) в семье садовника. Учился в Ардроссане, в 1829 году поступил в Андерсонский университет в Глазго (ныне Университет Стратклайда). В 1835 году окончил университет со степенью по медицине.
В 1836 году Гарднер при поддержке Уильяма Джексона Гукера отправился в Бразилию, в июле прибыл в Рио-де-Жанейро. На протяжении пяти лет он путешествовал по Бразилии, в 1841 году вернулся в Англию. В 1842 году Джордж Гарднер был избран членом Лондонского Линнеевского общества.
В 1844 году Гарднер был назначен главным садоводом Королевских ботанических садов в Перадении на Цейлоне. Он начал подготавливать монографию флоры острова, однако закончить её не успел. С 1846 по 1847 Гарднер был главным редактором журнала Calcutta Journal of Natural History.
10 марта 1849 года Джордж Гарднер скончался.

## Некоторые научные работы
- Gardner, G. (1846). Travels in the interior of Brazil. 562 p.

## Роды растений, названные в честь Дж. Гарднера
- Gardnerodoxa Sandwith, 1955